# Діамідиди
Діамідиди (рос. диамидиды, англ. diamidides) — аналоги ангідридів ациклічних карбонових кислот, в яких =О замінено на =NR, a -O- на -NR-, тобто RC(=NR)NRC(=NR)R, або N-імідоїл амідини.